# Station de dessalement de Djinet
La station de dessalement de Djinet, ou centrale de désalinisation de Djinet, est située dans la commune de Djinet, daïra de Bordj Ménaïel dans la wilaya de Boumerdès.

## Historique
La station de dessalement de l'eau de mer par osmose inverse (RO) de Djinet a été réalisée avec un capital social en partenariat avec la société espagnole INIMA/AQUALIA à raison de 51%, ainsi qu'avec la société Algerian Energy Company à raison de 49%.

## Coût
La réalisation de cette usine a atteint un coût estimé à 133 millions de dollars, soit un côut de près de 10 milliards de dinars.

### Coût réel
| Année fiscale | Coûts réels (*) |
| ------------- | --------------- |
| 2011-2012     | 0               |
| 2012-2013     | 440             |
| 2013-2014     | 660             |
| 2014-2015     |                 |